# Biella Challenger Outdoor V 2021
Il Biella Challenger Outdoor V 2021 è stato un torneo maschile di tennis giocato sulla terra rossa. È stata la 18ª edizione del torneo e faceva parte della categoria Challenger 80 nell'ambito dell'ATP Challenger Tour 2021. Si è giocato alla Biella Tennis Academy di Biella, in Italia, dal 3 all'8 maggio 2021. È stata la 5ª delle 7 edizioni del torneo previste per il 2021, la prima all'aperto, le precedenti 4 si sono disputate sul cemento indoor del PalaPajetta di Biella.

## Partecipanti

### Teste di serie
| Nazionalità | Giocatore           | Ranking* | Testa di serie |
| ----------- | ------------------- | -------- | -------------- |
| Portogallo  | Pedro Sousa         | 113      | 1              |
| Bolivia     | Hugo Dellien        | 125      | 2              |
| Stati Uniti | Mackenzie McDonald  | 127      | 3              |
| Germania    | Cedrik-Marcel Stebe | 134      | 4              |
| Italia      | Federico Gaio       | 138      | 5              |
| Francia     | Hugo Gaston         | 147      | 6              |
| Perù        | Juan Pablo Varillas | 150      | 7              |
| Giappone    | Gō Soeda            | 154      | 8              |

- Ranking al 26 aprile 2021.

### Altri partecipanti
I seguenti giocatori hanno ricevuto una wild card:
- Hamad Međedović
- Stefano Napolitano
- Luca Vanni

I seguenti giocatori sono passati dalle qualificazioni:
- Guido Andreozzi
- Viktor Galović
- Maximilian Marterer
- Felipe Meligeni Alves

## Punti e montepremi
| Torneo    | Torneo              | V     | F     | SF    | QF    | 2T  | 1T  | Q | Q2  | Q1  |
| Singolare | Punti               | 80    | 48    | 29    | 15    | 7   | 0   | 4 | 2   | 0   |
| Singolare | Premi in denaro (€) | 6 190 | 3 650 | 2 160 | 1 260 | 730 | 450 | – | 225 | 115 |
| Doppio    | Punti               | 80    | 48    | 29    | 15    | –   | 0   | – | –   | –   |
| Doppio    | Premi in denaro €)  | 2 670 | 1 550 | 930   | 550   | –   | 310 | – | –   | –   |

## Campioni

### Singolare
Juan Pablo Varillas ha sconfitto in finale  Guido Andreozzi con il punteggio di 6-3, 6-1.

### Doppio
André Göransson /  Nathaniel Lammons hanno sconfitto in finale  Rafael Matos /  Felipe Meligeni Alves con il punteggio di 7-6(3), 6-3.